# ブルーノ・ファミン
ブルーノ・ファミン（Bruno Famin, 1963年 - ）は、フランス出身の自動車技術者である。フランスの自動車メーカーであるアルピーヌ社でF1用エンジンの開発部門責任者を務めているほか、アルピーヌF1チームの暫定チーム代表を務めている（2023年8月時点）。

## 経歴
フランス国立高等工芸学校（ENTAM）で工学の学位を取得。卒業後の1987年にフランスの海運会社（SCAC Transport International）に入社し、ナイジェリアでロジスティクス関係の仕事に就いた。同社で2年間働いた後、フランスに戻って国立高等石油・天然ガス学校で学んだ。

### プジョー
1989年にプジョー・タルボ・スポールにエンジニアとして加入し、エンジン・トランスミッション部門の研究開発に携わった後、カスタマーレーシング部門の開発チームの責任者となる。この間、905のシングルシーター仕様である905スパイダーや、ラリー車両のプジョー・106（グループA）といった車両の開発に携わった。
1994年にレース部門を離れ、親会社であるPSA・プジョー・シトロエンに移った。同社ではアルゼンチンに赴任し、同地の工場の車両製造工程などを管理する部門の責任者を務める。その後、2001年にフランスの研究開発部門に移る。

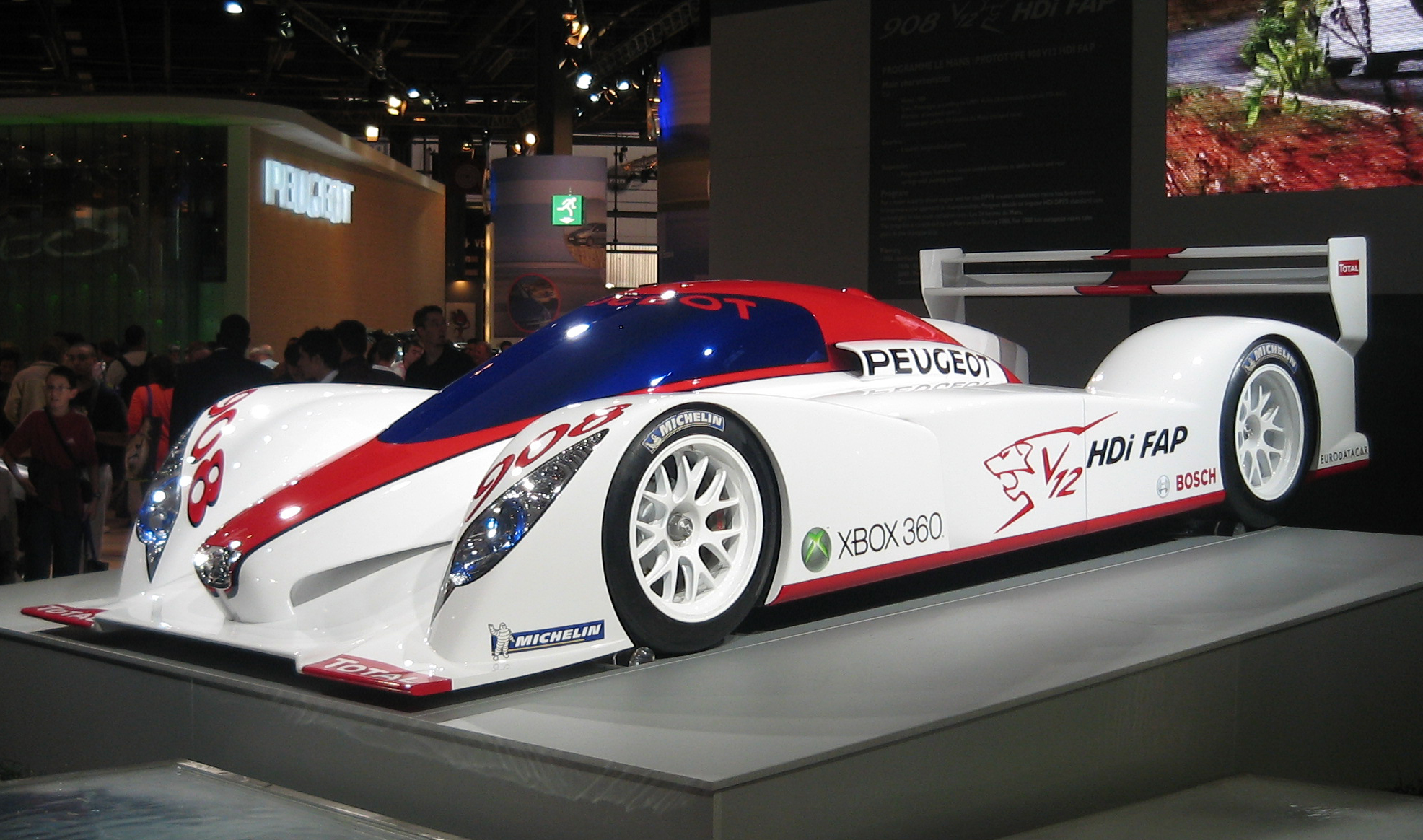
プジョー・908 HDi FAPのコンセプトカー（2006年）

2005年にプジョー・スポールに復帰し、開発部門の責任者であるテクニカルディレクターに就任し、この間、特にプジョー・908 HDi FAPの開発プロジェクトをその初期から指揮した。
2012年にオリビエ・ケネルの跡を受けてプジョー・スポール全体の責任者となる。この時期のプジョーは耐久レースへの参戦打ち切り（2011年限り）と908の開発終了によりサーキットレースからは離れていたが、ファミンに率いられたプジョー・スポールは、パイクスピーク・ヒルクライムレースにおける優勝（2013年。ドライバーはセバスチャン・ローブ）、世界ラリークロス選手権におけるチームチャンピオン獲得（2015年）、ダカール・ラリー優勝（2016年から2018年にかけて連覇）といった様々な実績を残した。

### FIA
2019年初めにプジョー・スポールを離れ、国際自動車連盟（FIA）の競技部門のオペレーションディレクターに就任し、2021年には競技部門の副事務総長に就任した。

### アルピーヌ
2022年2月にフランスのアルピーヌ・レーシング社（Alpine Racing SAS）に移り、パワーユニット開発の責任者（エグゼクティブディレクター）となる。同社は「ルノー」名義でアルピーヌF1チームにパワーユニットを供給している。
2023年7月、アルピーヌの親会社であるルノーはアルピーヌのF1活動における人事の刷新を図り、ファミンにもその影響が及ぶことになる。まず、7月10日にファミンは親会社であるアルピーヌ社のモータースポーツ担当副社長に任命され、同社CEOであるローラン・ロッシの直属となり、同社の経営委員会メンバーに加わることになった。この人事により、ファミンは同社のあらゆるモータースポーツ分野で指揮を執る立場となる。
次いで、7月20日にはロッシがCEOを退任し、7月28日にはチーム代表のオトマー・サフナウアー、スポーティングディレクターのアラン・パーメイン、チーフテクニカルオフィサー（開発部門の責任者）のパット・フライというチームの要職にあった3名が離脱した。これに伴い、ファミンはエンジン部門の責任者は兼務したまま、暫定チーム代表に就任することになった。